# チェルヴァレーゼ・サンタ・クローチェ
チェルヴァレーゼ・サンタ・クローチェ（伊: Cervarese Santa Croce）は、イタリア共和国ヴェネト州パドヴァ県にある、人口約5,600人の基礎自治体（コムーネ）。

## 地理

### 位置・広がり

#### 隣接コムーネ
隣接するコムーネは以下の通り。括弧内のVIはヴィチェンツァ県所属を示す。
- モンテガルダ (VI)
- モンテガルデッラ (VI)
- ロヴォローン
- サッコロンゴ
- テオーロ
- ヴェッジャーノ

### 気候分類・地震分類
チェルヴァレーゼ・サンタ・クローチェにおけるイタリアの気候分類 (it) および度日は、zona E, 2383 GGである。
また、イタリアの地震リスク階級 (it) では、zona 3 (sismicità bassa) に分類される。

## 行政

### 分離集落
チェルヴァレーゼ・サンタ・クローチェには、以下の分離集落（フラツィオーネ）がある。
- Cervarese Santa Croce, Fossona (sede comunale), Montemerlo